# Bruno de Stabenrath
 (juin 2018).
Bruno de Stabenrath, né le 14 mars 1961 à Pau (Pyrénées-Atlantiques), est un écrivain, musicien, et un acteur français.

## Biographie
Fils d'un officier parachutiste originaire de Normandie (Bruquedalle) et d'une mère paloise pianiste de jazz, il est le deuxième d'une fratrie de 7 enfants. Il a trois frères officiers dans la Légion étrangère. L'aîné, Didier, est général et les deux cadets, Géry et Olivier, sont colonel et médecin-chef. Par sa grand-mère paternelle, Alix de Stabenrath née de Cordon, il est le neveu de Jacques de Ricaumont, écrivain français et fondateur du Cercle Montherlant. Il est également le petit-fils de Milado, pianiste et critique musicale à l'Éclair des Pyrénées. Il est le cousin germain de Gilles Brochard, journaliste, écrivain et critique gastronomique.
Son enfance est marquée par de nombreux déménagements : l'Algérie, Arras, Lille, Pau, Saint-Germain-en-Laye, Versailles et Paris. Il commence des études musicales au conservatoire de Pau en classe de solfège et de guitare classique, qu'il abandonnera pour pratiquer le piano, la guitare et le chant en autodidacte.
Bruno de Stabenrath rate son baccalauréat trois fois. Il le repassera en candidat libre à l'armée en 1978 (il est caporal-chef au 5e RI) afin de profiter des permissions. Il prend des cours de théâtre à quinze ans et débute à l'écran, en 1976, sous le nom de Bruno Staab dans L'Argent de poche de François Truffaut. Il poursuit sa carrière d'acteur sous le pseudonyme de Bruno du Louvat et on le voit dans quelques films comme L'Hôtel de la plage (1978) où il campe l'un des adolescents auprès de Bruno Guillain et Sophie Barjac, ou Mesrine (1984) avec Nicolas Silberg.
Il a été également scénariste (pour des séries TV comme Marc et Sophie ou Un gars, une fille), et musicien (chanteur du groupe Borsalino).
Le 17 mars 1996, il est victime d'un accident au volant de sa voiture (tête à queue, tonneau et ravin) ; il devient tétraplégique et se retrouve quatorze mois à l’hôpital de Garches.
Paru en 2001, son roman autobiographique Cavalcade a été porté à l'écran en 2005 par Steve Suissa avec Titoff dans le rôle principal.
À la rentrée 2008, il devient chroniqueur pour une rubrique « expositions » dans la première version de Vendredi, si ça me dit !, un magazine culturel diffusé en access prime-time sur France 2.
À partir de 2011, il fait partie du jury du prix Saint-Germain, qu'il préside lors de l'édition 2012.
Il fait une apparition dans le quatrième ONDAR Show le 27 octobre 2012.
En 2013, il devient ambassadeur de l’association Wheeling Around the World créée par Alexandre Bodart Pinto.
Bruno de Stabenrath est également connu pour être un spécialiste de la musique californienne, notamment de la Surf music et de ses groupes représentatifs, Jan & Dean, The Beach Boys, Dick Dale, Bruce & Terry...
En 2017, il présente une émission d'interview sur la chaîne Numéro 23, Rocking Chair, le dimanche à 12 h 00.
En 2020, il publie L'Ami impossible à propos de son ami d'enfance Xavier Dupont de Ligonnès, suspecté du meurtre de sa famille en 2011 et disparu depuis lors. Ce roman bénéficie d'une médiatisation spectaculaire, l'écrivain étant souvent décrit par les médias comme un très proche du fugitif, bien que l'enquête très poussée du magazine Society tende à démontrer le contraire. Il participe néanmoins à un documentaire de BFMTV, Dupont de Ligonnès, la série, mais aussi à l'épisode consacré à l'affaire dans la série documentaire Les Enquêtes extraordinaires (Netflix), dans lesquels il intervient. Dans ses témoignages, Bruno ne cache pas que lui et Xavier avaient pris de la distance depuis les années 2000, bien qu'ils soient restés en contact épisodique, notamment par téléphone.
Depuis 2011, Bruno de Stabenrath est un collaborateur régulier de la revue La Règle du jeu. Il publie des textes sur les stars de la chanson française et les légendes du cinéma et d'Hollywood, de Elvis Presley à James Dean, en passant par François Truffaut, Mike Brant, Aznavour, Françoise Hardy, Claude François, Barbara...
Dans La Maison des Feuilles, Mark Z. Danielewski fait référence à une personnalité francophone imaginée « Fred de Stabenrath » lors d'un passage décrivant un personnage également devenu tétraplégique à la suite d'un accident.

## Publications

### Romans
- Cavalcade, éditions Robert Laffont, 2001
- Le Châtiment de Narcisse, éditions Robert Laffont, 2004
- Je n'ai pas de rôle pour vous, éditions Robert Laffont, 2011
- La jeunesse du monde, éditions Denoël, 2024

### Série
- Une Femme d'honneur, épisode « Double Cœur », de Christiane Lehérissey : Vigier
- Engrenages, saison 8, réalisateur : Frédéric Jardin, Canal +, 2020

### Essais
- Les Destins brisés du rock, Éditions Scali, 2004
- Qu'est-ce que tu me chantes ? Histoires secrètes des cinquante plus grands tubes de la chanson française, éditions Robert Laffont, 2006
- Un ticket pour l'éternité - Vie et mort de stars trop tôt disparues, éditions de La Martinière, 2018
- L'Ami impossible, Gallimard, 2020 ; éd. Folio, juin 2022.

## Distinctions
- 2002 : Prix premier roman de Culture et bibliothèques pour tous de la Sarthe pour Cavalcade.